# Je ne suis pas moi-même
Je ne suis pas moi-même es una película del año 2007.

## Sinopsis
Je ne suis pas moi-même explora las contradicciones que vive el mundo de las antigüedades africanas. ¿De dónde provienen las máscaras africanas? ¿Qué camino han seguido hasta llegar a los escaparates de las galerías y colecciones más grandes de Europa? ¿Quién determina el valor económico y estético de estas piezas en el contexto post-colonial? Hay un mercado de arte étnico en Europa necesitado de nuevos objetos. También hay un África necesitada de recursos económicos, dispuesta a vender su legado cultural y a falsificarlo si es necesario. Los límites de la autenticidad se desdibujan cuando los objetos sagrados son vendidos por aquellos que hace tiempo los adoraban.